# 中戦車

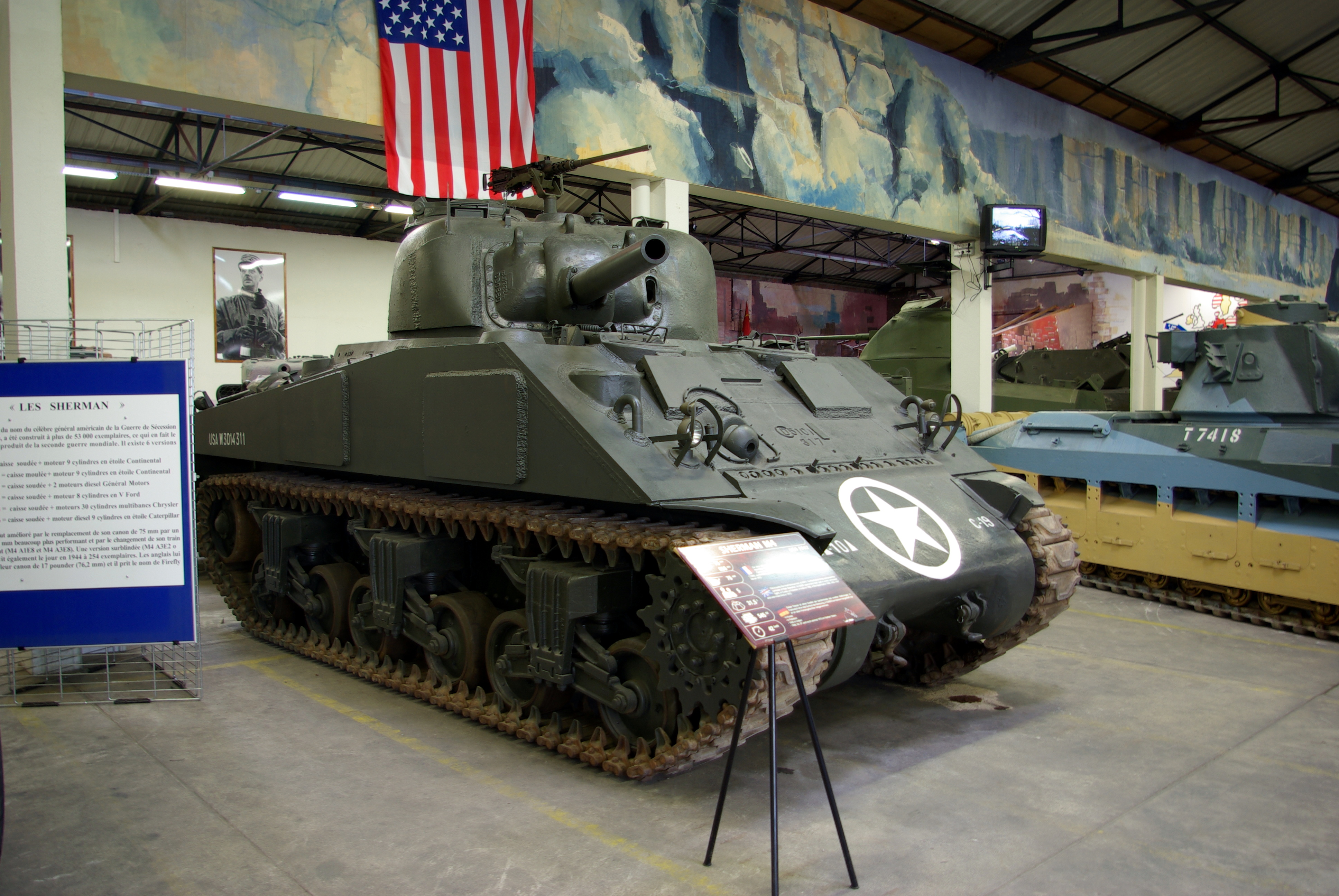
M4中戦車

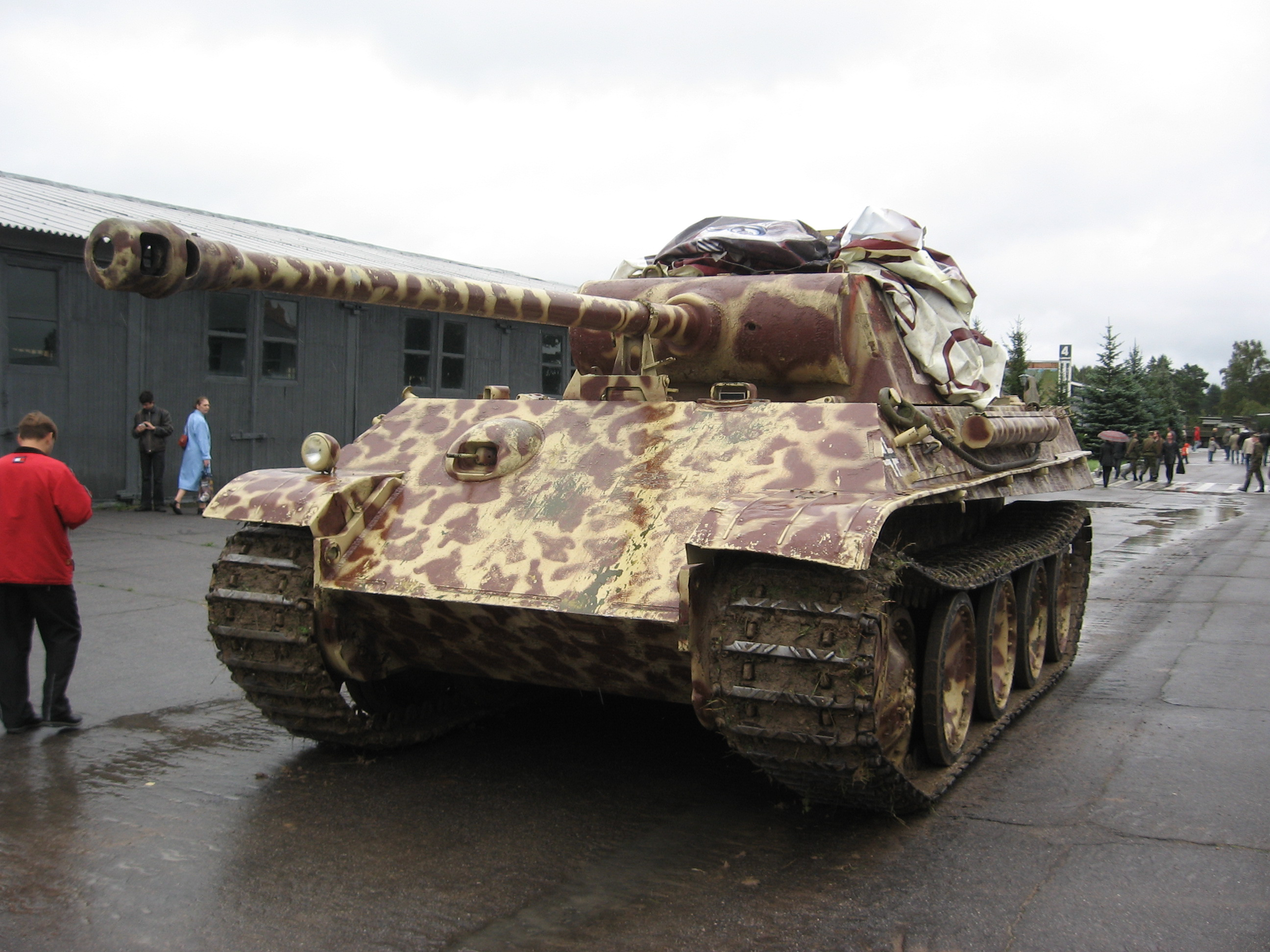
V号戦車パンター

中戦車（ちゅうせんしゃ）は、戦車の種別の一つで、軽戦車と重戦車の中間に位置するもの。主に対戦車戦闘を含む機動戦に用いられる。
どの程度の重量の戦車を中戦車とするのかは国や時代によって大きく異なる。戦車は第二次世界大戦中に、驚異的な進化を遂げ、重量や能力が加速度的に増加したため、同じ中戦車とされる戦車でも差が大きい。
また、イギリスは第一次世界大戦中から大戦間期にかけて中戦車（Medium tank）の戦力化を進めていたが、財政難からより廉価な巡航戦車と歩兵戦車という独自の区分に整理され、以後は重・中・軽という重量分類を行わなくなった。日本では1935年まで中戦車という区分・概念がなかった。
第二次大戦後、軽戦車は、装輪装甲車の技術が発達したため、その機動性と歩兵直協能力が兵員輸送車の能力と合わさる形で歩兵戦闘車や偵察戦闘車に代わり、軽戦車が担っていた役割は別の戦闘車両という形で継承された。また、高性能な装甲車に切り替わったことにより、部隊運用の変化が起き、戦車部隊以外で運用されることが多くなり、主力車種としては軽戦車が扱われることは事実上消滅した。
中・重戦車は、エンジン技術の発達、装甲材質の強度向上と軽量化技術の発達で、中戦車並みの機動力と重戦車並みの攻撃力、防御力を併せ持つ事が可能となり、主力戦車（MBT）として、かつての中・重戦車を統合する存在として汎用的に使われるようになった。そのため中戦車という分類は概念や表現上使うことはあっても、事実上消滅している。たとえばソ連のT-54/55は当初中戦車として採用されたが、今日では第一次世代の主力戦車とみなされている。

## 主な中戦車
- マーク A ホイペット中戦車
- マーク B 中戦車
- マーク C 中戦車
- マーク D 中戦車
- 中戦車Mk.I
- 中戦車Mk.II
- ビッカースC型中戦車
- 中戦車Mk.III
- A7 中戦車
- A8 中戦車
- シャーマン ファイアフライ

- T1中戦車
- T2中戦車
- M2中戦車
- M3中戦車
- M4中戦車
- M7中戦車
- M26パーシング[注釈 2]

- T-28
- T-34
- T-44
- T-54
- T-55

- III号戦車
- IV号戦車
- V号戦車パンター

- 八九式中戦車 イ号
- 九七式中戦車 チハ
- 三式中戦車 チヌ

- M11/39
- M13/40
- M14/41
- M15/42